# Kriegerdenkmal Altensalzwedel
Das Kriegerdenkmal Altensalzwedel ist ein denkmalgeschütztes Kriegerdenkmal im Ortsteil Altensalzwedel der Gemeinde Apenburg-Winterfeld in Sachsen-Anhalt. Im örtlichen Denkmalverzeichnis ist das Kriegerdenkmal unter der Erfassungsnummer 094 90376 als Baudenkmal verzeichnet.

## Allgemeines
Es ist ein Denkmal für die gefallenen Soldaten des Ersten Weltkriegs und des Zweiten Weltkriegs. Das Denkmal hat die Form einer abgestuften Stele, ist mit einem Eisernen Kreuz verziert und wird von einem Adler mit ausgebreiteten Schwingen gekrönt. Am Denkmal sind zwei Gedenktafeln mit den Namen der Gefallenen angebracht, diese sind untereinander angeordnet.
In der Dorfkirche Altensalzwedel befinden sich eine Ehrenliste für die Gefallenen des Ersten Weltkriegs sowie kleine Gedenktafeln für die des Zweiten Weltkriegs.

## Inschrift
Gedenktafel Erster Weltkrieg
Gedenktafel Zweiter Weltkrieg